# Pre Pleasure
Pre Pleasure è il terzo album in studio della cantautrice australiana Julia Jacklin, pubblicato nel 2022.

## Tracce
Testi e musiche di Julia Jacklin.
1. Lydia Wears a Cross – 4:02
2. Love, Try Not to Let Go – 3:44
3. Ignore Tenderness – 3:09
4. I Was Neon – 4:03
5. Too in Love to Die – 3:36
6. Less of a Stranger – 4:32
7. Moviegoer – 3:47
8. Magic – 2:59
9. Be Careful with Yourself – 3:48
10. End of a Friendship – 4:24

## Formazione
- Julia Jacklin – voce, cori, chitarra, piano
- Will Kidman – chitarra, organo Hammond, vibrafono
- Adam Kinner – sassofono (7)
- Karen Ng – clarinetto (7)
- Owen Pallett – arrangiamento archi (3, 10)
- Marcus Paquin – sintetizzatore, drum machine, chitarra
- Laurie Torres – batteria, percussioni
- Ben Whiteley – basso, chitarra, piano, sintetizzatore

## Classifiche
| Classifica (2022) | Posizione raggiunta |
| ----------------- | ------------------- |
| Australia         | 2                   |
| Regno Unito       | 56                  |